# Emmanuelle (filme)
Emmanuelle (no Brasil, Emanuelle, a Verdadeira) é um filme erótico softcore de 1974 dirigido por Just Jaeckin e estrelado por Sylvia Kristel. O filme, baseado no romance homônimo de Emmanuelle Arsan, foi um grande sucesso, tendo sido assistido por mais de 3 milhões de pessoas no Brasil e cerca de 50 milhões no mundo inteiro, e deu origem a uma longa série de sequências de cinema e televisão.

## Portugal
Foi proibido durante o Estado Novo. Com o 25 de Abril, estreia em 1975 com grande sucesso, apesar de haver críticas conservadoras à liberdade de audiências.

## Brasil
Durante a ditadura militar brasileira, o filme foi proibido pela Censura Federal até 1980, devido às suas cenas de sexo, embora o filme fosse permitido nas residências dos servidores do governo, caso requisitados.

## Elenco
- Sylvia Kristel como Emmanuelle
- Daniel Sarky como Jean
- Alain Cuny como Mario
- Marika Verde como Bee
- Jeanne Colletin como Ariane
- Christine Boisson como Marie-Ange